# Zomerbremspanner
De zomerbremspanner (Chesias rufata) is een vlinder uit de familie spanners (Geometridae). De wetenschappelijke naam is voor het eerst geldig gepubliceerd in 1775 door Fabricius.
De imago heeft een voorvleugellengte van 14 tot 16 millimeter. In rust houdt de vlinder de voorvleugel over de achtervleugel heen. Belangrijk kenmerk is de zwarte kommavlek halverwege de voorvleugel, vanwaaruit een dwarsband over de vleugel loopt.
De soort gebruikt brem als waardplant. De rups is te vinden van april tot september. Er vliegen twee generaties van eind maart tot in oktober. De soort overwintert als pop.
De soort komt voor in Europa, Marokko en Klein-Azië. In België was de soort algemeen, maar wordt hij zeldzamer. In Nederland is de soort zeer zeldzaam.